# 幻想乙女のおかしな隠れ家
『幻想乙女のおかしな隠れ家』はサークル「ブリキの時計」によって製作されたダークファンタジーアドベンチャーゲームで、「ヘンゼルとグレーテル」のようなお菓子の家を舞台として、閉じ込められた主人公たちが謎解きやミニゲームを介して脱出を目論むホラーゲームである。2014年8月、ニコニコ動画内企画「ニコニコ自作ゲームフェス4」参加作品として発表された。開発者の「ブリキの時計」によれば、プレイヤーを直接怖がらせる演出などは行われず「じわじわくる恐さ」を表現している。
2015年12月26日には、本作の前日譚を描く小説『幻想乙女のおかしな隠れ家 はじまりの一週間』（著:黒川 実, ISBN 9784047308985）が発行された。

## キャラクター
アンジェ
16歳のお菓子が好きな少女
アンジェ編のプレイヤーキャラクター
ベルント
15歳の陽気な少年
ベルント編のプレイヤーキャラクター